# Eduard Cupák
Eduard Cupák (ur. 10 marca 1932 w Brnie, zm. 23 czerwca 1996 w Pradze) – czeski aktor.
W 1947 roku rozpoczął naukę w brneńskim konserwatorium, następnie kształcił się w nowo powstałej Akademii Sztuk Scenicznych im. Leoša Janáčka w Brnie (uczelnię musiał jednak opuścić, prawdopodobnie ze względu na swoją orientację seksualną).
Początkowo występował w teatrze. Od 1968 roku był skupiony na karierze filmowej i telewizyjnej.
Pracował również w dubbingu i radiu. W 1995 roku otrzymał nagrodę Františka Filipovskiego za całokształt dorobku w dziedzinie dubbingu.